# العربي الصبان
العربي الصبان رسام كاريكاتير مغربي، من مواليد مدينة القنيطرة سنة 1948.
عمل رسام كاريكاتير ومحرر صحفي بصحيفة "العلم". كان عضوا مؤسسا لأول رابطة لرسامي الكاريكاتير العرب بدمشق، برئاسة الكاريكاتيريست الفلسطيني المغتال ناجي العلي سنة 1980.
يعتبر أحد رواد فن الكاريكاتير بالمغرب.

## مسيرته
بدأ بنشر الكاريكاتير بشكل منتظم منذ عام 1968. أسهم في إصدار صحف مغربية متخصصة في الكاريكاتير، كان أولها صحيفة «أخبار السوق» سنة 1978، وآخرها تجربة «المقلاع» سنة 2000. التحق بطاقم جريدة «العلم» حيث اشتغل رساما كاريكاتيريا ومحررا صحفيا، وقضى تجربة أخرى في جريدة «لوبنيون» بالفرنسية. مُنع من العمل بالصحافة لأسباب سياسية سنتي 1986 و1987، أفرزها رسم كاريكاتوري ينتقد العلاقة بين المغرب والولايات المتحدة الأمريكية وإيران إبان تلك الفترة.

## الجوائز
- جائزة معرض الكاريكاتير الثالث، سوريا 1981

- جائزة معرض «العالم الثالث»، مصر 1991

- جائزة «إذاعة طنجة»، حيث تم اختيار الشخصية التي إبتدعها (مهماز) شخصية العام، 1991

## المعارض
- معرض شخصي: المغرب 1966

- معرض شخصي: بلغاريا 1989

وشارك في العديد من المعارض العربية والعالمية:
- فرنسا: 1980 و1996
- الاتحاد السوفياتي: 1980
- تونس: 1984
- مصر: 1988
- البرازيل: 1988 و1991 و1993
- بريطانيا: 1989
- الجزائر: 1990
- ليبيا: 1993
- تركيا: 1994